# Micro Transport Protocol
Micro Transport Protocol或稱µTP是一個由µTorrent完成的BitTorrent協定。
它原本被設計用於當BitTorrent下載與一般應用程式衝突時，自動降低BitTorrent的點對點下載速率。例如，它應能自動調節BitTorrent下載與瀏覽網頁所用頻寬。
希臘字母mu可能不是那麼好打出，µTP通常被寫為uTP。

## 開發
µTP是由BitTorrent公司開發，但沒有投入更廣泛的網路社群。它首先於µTorrent 1.8.x beta加入，並於µTorrent 1.9 Alpha中正式對外公開。
在µTorrent中加入的µTP功能被分割到libutp函式庫中，並以MIT許可證發布。
第一個支援µTP的自由軟體客戶端是KTorrent 4.0。libtorrent（一个实现BitTorrent协议的API）目前在一个开发分支中实现了不完全的µTP协议。 Azureus（現在叫做Vuze）Bittorrent客戶端也支援µTP（在微軟Windows和MAC OS X 10.5或更新版本上的Azureus 4.5.0.5以後）。 Transmission從2.30版開始支援µTP。
自由软件社区中有人认为，如果将µTP的拥塞控制加入现有的TCP协议中，将比为某个应用程序专门设计一种机制能更好的达成uTP的开发目标。另一些人提出，尽管µTP协议有许多优点，但由于现有的TCP协议与操作系统内核紧密结合，在其中加入新的功能特性需要很长时间才能在应用程序中发挥作用。

## 運作
µTP由兩個部分所組成：一个框架机制，以及一种相比TCP协议较低侵略性的拥塞控制算法。

### µTP的框架机制
µTP在UDP分组中以自己的框架机制来储存数据。这种机制与TCP具有大致相同的功能（同样带有时间戳和使用选择性确认分组SACK），但以一种独特的方式实现。
有评论认为µTP的框架机制有诸多不完善之处。

### µTP的拥塞控制
µTP的拥塞控制被称为LEDBAT，旨在减少当延迟不严重时，应用程序使用µTP来最大化可用带宽造成的延迟。此外，µTP的拥塞控制器提供的信息可用于选择TCP连接的传输率。
IETF在互联网草案中描述了LEDBAT算法， 
但µTP具体的实现方法有别于这些草案。